# Wahlkreis Steglitz-Zehlendorf 6
Der Wahlkreis Steglitz-Zehlendorf 6 ist ein Abgeordnetenhauswahlkreis in Berlin. Er gehört zum Wahlkreisverband Steglitz-Zehlendorf und umfasst die Gebiete Clayallee, Thielallee, Pacelliallee, Königin-Luise-Straße, Schützallee und Onkel-Tom-Straße im Ortsteil Dahlem.

## Abgeordnetenhauswahl 2023
Bei der Wahl zum Abgeordnetenhaus von Berlin 2023 traten folgende Kandidaten an:
| Name                              | Partei           | Anteil der Erststimmen | Anteil der Zweitstimmen |
| --------------------------------- | ---------------- | ---------------------- | ----------------------- |
| Adrian Grasse                     | CDU              | 40,0 %                 | 36,6 %                  |
| Torsten Wiesske                   | Grüne            | 20,4 %                 | 19,2 %                  |
| Ina Czyborra                      | SPD              | 19,9 %                 | 18,8 %                  |
| Tobias Bauschke                   | FDP              | 06,8 %                 | 09,5 %                  |
| Peer Döhnert                      | AfD              | 04,6 %                 | 04,8 %                  |
| Mathias Gruner                    | Die Linke        | 04,2 %                 | 05,4 %                  |
| Tamara Gama Kögler                | Tierschutzpartei | 01,8 %                 | 01,4 %                  |
| Andreas Frielingsdorf             | Die PARTEI       | 00,9 %                 | 00,7 %                  |
| Markus Jensch                     | dieBasis         | 00,8 %                 | 00,6 %                  |
| Georg Boroviczény                 | Piraten          | 00,5 %                 | 00,4 %                  |
| –                                 | Volt             | –                      | 01,0 %                  |
| –                                 | Freie Wähler     | –                      | 00,2 %                  |
| –                                 | Sonstige         | –                      | 01,4 %                  |
| Wahlberechtigte: 31.196 Einwohner |                  |                        |                         |
| Wahlbeteiligung: 75,4 %           |                  |                        |                         |

## Abgeordnetenhauswahl 2021
Bei der im Nachhinein für ungültig erklärten Wahl zum Abgeordnetenhaus von Berlin 2021 traten folgende Kandidaten an:
| Name                              | Partei           | Anteil der Erststimmen | Anteil der Zweitstimmen |
| --------------------------------- | ---------------- | ---------------------- | ----------------------- |
| Adrian Grasse                     | CDU              | 31,0 %                 | 27,6 %                  |
| Ina Czyborra                      | SPD              | 22,4 %                 | 20,5 %                  |
| Torsten Wiesske                   | Grüne            | 22,1 %                 | 20,8 %                  |
| Tobias Bauschke                   | FDP              | 10,0 %                 | 12,2 %                  |
| Mathias Gruner                    | Die Linke        | 04,5 %                 | 06,3 %                  |
| Peer Döhnert                      | AfD              | 04,2 %                 | 04,3 %                  |
| Tamara Gama Kögler                | Tierschutzpartei | 02,1 %                 | 01,4 %                  |
| Markus Jensch                     | dieBasis         | 01,5 %                 | 01,3 %                  |
| Andreas Frielingsdorf             | Die PARTEI       | 01,0 %                 | 00,9 %                  |
| Ana-Maria Popa                    | Freie Wähler     | 00,9 %                 | 00,7 %                  |
| Georg Boroviczény                 | Piraten          | 00,5 %                 | 00,3 %                  |
| –                                 | Volt             | –                      | 01,3 %                  |
| –                                 | Sonstige         | –                      | 02,4 %                  |
| Wahlberechtigte: 31.274 Einwohner |                  |                        |                         |
| Wahlbeteiligung: 84,6 %           |                  |                        |                         |

## Abgeordnetenhauswahl 2016
Bei der Wahl zum Abgeordnetenhaus von Berlin 2016 traten folgende Kandidaten an:
| Name                              | Partei           | Anteil der Erststimmen | Anteil der Zweitstimmen |
| --------------------------------- | ---------------- | ---------------------- | ----------------------- |
| Adrian Grasse                     | CDU              | 30,3 %                 | 25,8 %                  |
| Ina Czyborra                      | SPD              | 23,4 %                 | 20,1 %                  |
| Sabine Bangert                    | Grüne            | 18,1 %                 | 17,9 %                  |
| Andreas Spangenberg               | FDP              | 11,0 %                 | 14,4 %                  |
| Peter Döhnert                     | AfD              | 10,1 %                 | 10,2 %                  |
| Mathias Gruner                    | Die Linke        | 05,4 %                 | 06,5 %                  |
| Georg Boroviczény                 | Piraten          | 01,6 %                 | 01,1 %                  |
| –                                 | Tierschutzpartei | 0–                     | 01,4 %                  |
| –                                 | Sonstige         | 0–                     | 02,6 %                  |
| Wahlberechtigte: 30.919 Einwohner |                  |                        |                         |
| Wahlbeteiligung: 78,6 %           |                  |                        |                         |

## Abgeordnetenhauswahl 2011
Bei der Wahl zum Abgeordnetenhaus von Berlin 2011 traten folgende Kandidaten an:
| Name                              | Partei          | Anteil der Erststimmen | Anteil der Zweitstimmen |
| --------------------------------- | --------------- | ---------------------- | ----------------------- |
| Uwe Lehmann-Brauns                | CDU             | 41,9 %                 | 38,3 %                  |
| Ina Czyborra                      | SPD             | 25,2 %                 | 22,9 %                  |
| Maren Schellenberg                | Grüne           | 21,5 %                 | 22,8 %                  |
| Georg Boroviczeny                 | Piraten         | 04,7 %                 | 05,4 %                  |
| Siegfried Tulke                   | FDP             | 02,4 %                 | 03,7 %                  |
| Mathias Bartelt                   | Die Linke       | 02,2 %                 | 02,7 %                  |
| Christian Bergau                  | Die Freiheit    | 01,1 %                 | 00,9 %                  |
| Günter Blume                      | Pro Deutschland | 01,0 %                 | 00,7 %                  |
| Ulrike Lillge                     | BüSo            | 00,2 %                 | 00,1 %                  |
| –                                 | Sonstige        | –                      | 02,5 %                  |
| Wahlberechtigte: 30.605 Einwohner |                 |                        |                         |
| Wahlbeteiligung: 75,1 %           |                 |                        |                         |

## Abgeordnetenhauswahl 2006
Bei der Wahl zum Abgeordnetenhaus von Berlin 2006 traten folgende Kandidaten an:
| Name                              | Partei    | Anteil der Erststimmen |
| --------------------------------- | --------- | ---------------------- |
| Uwe Lehmann-Brauns                | CDU       | 38,0 %                 |
| Irene Köhne                       | SPD       | 30,2 %                 |
| Maren Schellenberg                | Grüne     | 14,7 %                 |
| Martin Lindner                    | FDP       | 12,4 %                 |
| Bernd Feiden                      | WASG      | 02,5 %                 |
| Sebastian Möller                  | Die Linke | 02,3 %                 |
| Wahlberechtigte: 29.084 Einwohner |           |                        |
| Wahlbeteiligung: 72,7 %           |           |                        |

## Abgeordnetenhauswahl 2001
Bei der Wahl zum Abgeordnetenhaus von Berlin 2001 traten folgende Kandidaten an:
| Name                              | Partei | Anteil der Erststimmen |
| --------------------------------- | ------ | ---------------------- |
| Karl-Georg Wellmann               | CDU    | 38,2 %                 |
| Klaus Uwe Benneter                | SPD    | 34,3 %                 |
| Susanne Thaler                    | FDP    | 15,3 %                 |
| Irmgard Franke-Dressler           | Grüne  | 09,0 %                 |
| Nicolai von Hübbenet              | PDS    | 03,3 %                 |
| Wahlberechtigte: 36.437 Einwohner |        |                        |
| Wahlbeteiligung: 79,8 %           |        |                        |

## Abgeordnetenhauswahl 1999
Bei der Wahl zum Abgeordnetenhaus von Berlin 1999 traten folgende Kandidaten an:
| Name                              | Partei              | Anteil der Erststimmen |
| --------------------------------- | ------------------- | ---------------------- |
| Uwe Lehmann-Brauns                | CDU                 | 56,7 %                 |
| Klaus Benneter                    | SPD                 | 24,9 %                 |
| Irmgard Franke-Dreßler            | Grüne               | 09,9 %                 |
| Martin Lindner                    | FDP                 | 03,6 %                 |
| Stefan Grunwald                   | PDS                 | 02,5 %                 |
| Hans-Harro Hornauer               | Graue               | 01,1 %                 |
| Jürgen Gesch                      | BFB – Die Offensive | 01,3 %                 |
| Wahlberechtigte: 36.696 Einwohner |                     |                        |
| Wahlbeteiligung: 77,7 %           |                     |                        |

## Abgeordnetenhauswahl 1995
Vor ihrer Fusion hatten der Bezirk Steglitz und der Bezirk Zehlendorf bei der Abgeordnetenhauswahl 1995 insgesamt acht Wahlkreise, seit 1999 sind es sieben. Ein direkter Vergleich ist daher nicht möglich.

## Bisherige Abgeordnete
Direkt gewählte Abgeordnete des Wahlkreises Steglitz-Zehlendorf 6 (bis 1999: Zehlendorf 1):
| Jahr | Name                | Partei | Anteil der Erststimmen |
| ---- | ------------------- | ------ | ---------------------- |
| 2023 | Adrian Grasse       | CDU    | 40,0 %                 |
| 2021 | Adrian Grasse       | CDU    | 31,0 %                 |
| 2016 | Adrian Grasse       | CDU    | 30,3 %                 |
| 2011 | Uwe Lehmann-Brauns  | CDU    | 41,9 %                 |
| 2006 | Uwe Lehmann-Brauns  | CDU    | 38,0 %                 |
| 2001 | Karl-Georg Wellmann | CDU    | 38,2 %                 |
| 1999 | Uwe Lehmann-Brauns  | CDU    | 56,7 %                 |